# یان کیرسیپو
یان کیرسیپو (استونیایی: Jaan Kirsipuu؛ زادهٔ ۱۷ ژوئیهٔ ۱۹۶۹) دوچرخه‌سوار اهل استونی است.

## افتخارات
- ۲۰۰۴ – تور دو فرانس، مرحله ۱
- ۲۰۰۲ – تور دو فرانس، مرحله ۵
- ۲۰۰۱ – تور دو فرانس، مرحله ۶
- ۱۹۹۹ – تور دو فرانس، مرحله ۱
- ۱۹۹۸ – تور دوچرخه‌سواری ووئلتا اسپانیا، مرحله ۳